# إيواو هوريوتشى
إيواو هوريوتشى (باليابانية: 堀内岩雄؛ بالكانا: ほりうち いわお) هو مصارع رياضي ياباني، ولد في 9 ديسمبر 1941 في توياما في اليابان، وتوفي في 4 مارس 2015 بسبب السكري.

## وصلات خارجية
- إيواو هوريوتشى على موقع قاعدة بيانات المصارعة الدولية (الإنجليزية)
- إيواو هوريوتشى على موقع أوليمبيديا (الإنجليزية)